# Yopougon

Stadtteile von Abidjan. Yopougon befindet sich im Westen

Yopougon ist ein Stadtteil von Abidjan in der Elfenbeinküste.
Einwohnerzahl laut Zensus 2014 beträgt 1.071.543.
In Yopougun befindet sich der Sitz des Bistums Yopougon ferner beherbergt es die größten Slums von Abidjan.

## Geschichte
Im Oktober 2000 fanden, im Zuge der Präsidentschaftswahlen, in ganz Abidjan heftige Straßenschlachten statt. Danach wurde in Yopougon das sogenannte „Charnier de Youpogon“ (französisch für „Massengrab von Yopougon“) gefunden. Darin befanden sich die Leichen von mehr als 50, hauptsächlich aus dem Norden stammenden Menschen. Die Täter wurden in den Reihen der Gendarmerie vermutet.
Am 28. Dezember 2010 griff eine aufgebrachte Menge in Yopougon einen Konvoi der UNO an. Dabei verletzten sie einen UNO-Soldaten mit einer Machete und zündeten eines der drei Fahrzeuge an.
Im Zuge der Regierungskrise 2010/2011 kam es in Yopougon, das als Hochburg von Laurent Gbagbo galt, zu Kämpfen zwischen Rebellen der Unsichtbaren Kommandos und den damaligen ivorischen Streitkräften (FDS). In der Nacht vom 14. auf den 15. März 2011 wurde die Residenz von Philippe Mangou, zu der Zeit Oberbefehlshaber der Streitkräfte, angegriffen. Am 1. April zogen in Yopougon Anhänger von Gbagbo durch die Straßen. Am 12. April fand man 14 Leichen Jugendlicher, die durch Kopfschüsse getötet worden waren. In Yopougon fanden seit 21. April Kämpfe zwischen den Forces républicaines de Côte d’Ivoire (FRCI) und Milizen Gbagbo-treuen Milizen wie den Jeunes Patriotes, in deren Hand es auch nach der Einnahme Abidjans und der Festnahme von Gbagbo blieb. Augenzeugen berichteten von Truppenbewegungen und Explosionen. Auch am 25. April gab es in Yopougon Geschützfeuer.

## Söhne und Töchter
- Salomon Lezoutié (* 1958), katholischer Geistlicher, Bischof von Yopougon
- Rachel Bancouly (* 1983), Fußballspielerin
- Binta Diakité (* 1985), Fußballspielerin
- Astride Gneto (* 1996), französische Judoka
- Kader Abubakar (* 1999), Fußballspieler
- Charly Keita (* 1999), ivorisch-französischer Fußballspieler
- Mohammed Diomande (* 2001), Fußballspieler
- Yaya Fofana (* 2004), ivorisch-malischer Fußballspieler
- Emmanuel Biumla (* 2005), französisch-kamerunischer Fußballspieler